# Kirche Langenwolschendorf

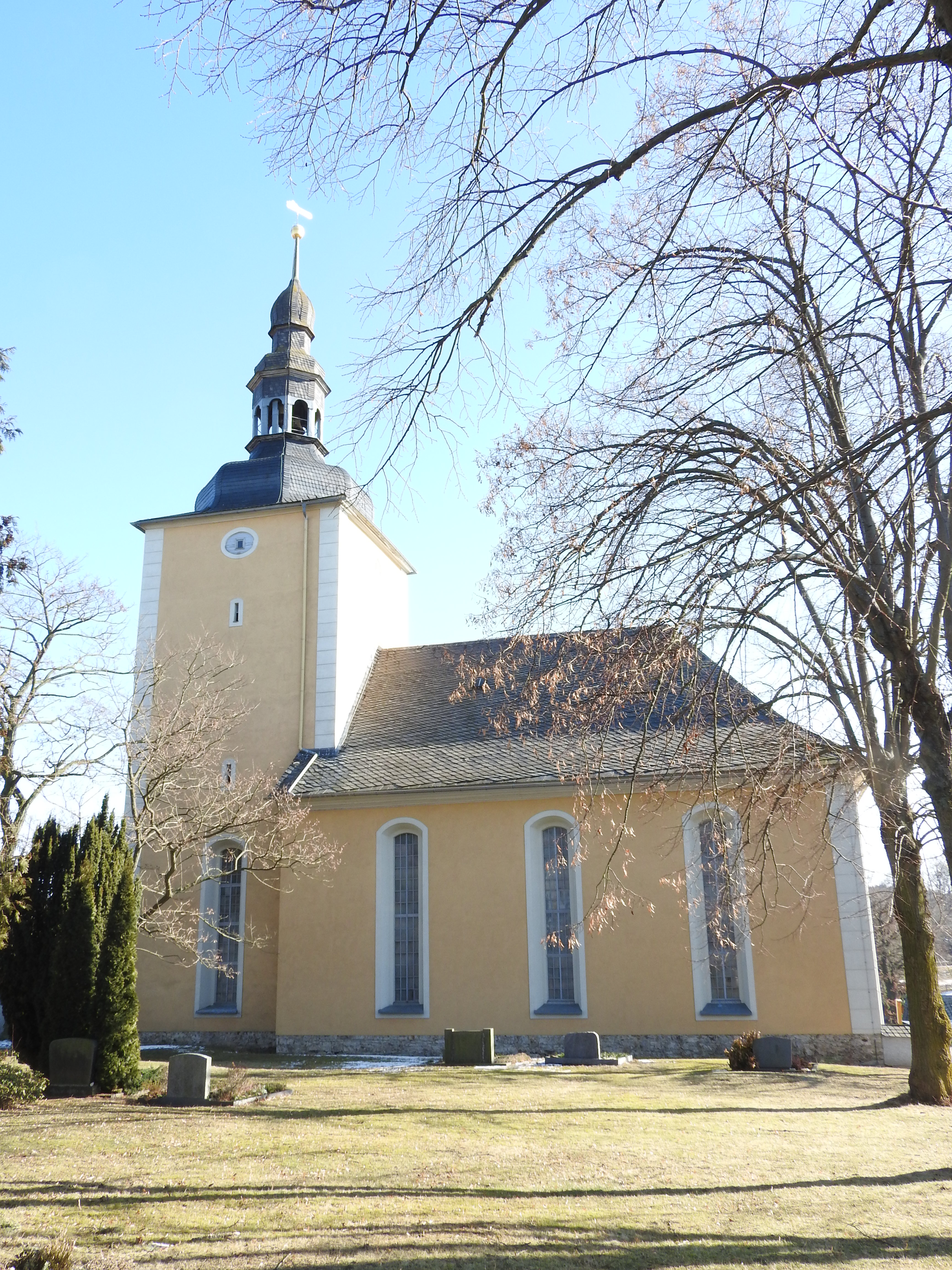
Kirche Langenwolschendorf

Die evangelisch-lutherische, denkmalgeschützte Kirche Langenwolschendorf steht in der Straße Am Schulberg von Langenwolschendorf, einer Gemeinde im thüringischen Landkreis Greiz. Die Pfarrei Langenwolschendorf gehört zum Kirchenkreis Greiz der Evangelischen Kirche in Mitteldeutschland.

## Beschreibung
Ab 1415 wurde eine Kirche am Ort erwähnt. Seit 1721 besteht die Kirche in ihrer heutigen Form. Nach einem Brand des Ortskernes wurde sie 1720–1721 unter Heinrich XI. auf einer Anhöhe neu aufgebaut und am 16. November 1721 feierlich eingeweiht. Die barocke, mit einem abgewalmten Satteldach bedeckte Saalkirche hat einen wuchtigen quadratischen Chorturm. Auf diesem sitzt eine achteckige welsche Haube mit einer offenen Laterne, in der zwei Glocken hängen. Die Glocken der Kirche wurden im Juli 1917 für Rüstungszwecke des Ersten Weltkrieges eingezogen. Eine kleine Glocke aus der Kirche Kleinwolschendorf diente als Zwischenlösung. Um 1923 wurden zwei neue Gussstahlglocken für die Kirche angeschafft.
Der Innenraum hat dreiseitig umlaufende doppelstöckige Emporen. Die Kirchenausstattung stammt aus der Bauzeit. Die Orgel mit 15 Registern, verteilt auf 2 Manuale und Pedal, wurde 1885 von Richard Kreutzbach gebaut.
und ersetzte die durch Blitzschlag zerstörte Trampeli-Orgel. Von 1840 bis 1844 und von 1967 bis 1971 waren Reparaturen fällig.